# Joel Soñora
Joel Soñora (ur. 15 września 1996 w Dallas) – amerykański piłkarz pochodzenia argentyńskiego występujący na pozycji ofensywnego pomocnika lub skrzydłowego, od 2024 roku zawodnik argentyńskiego Colónu.
Jest synem Diego Soñory oraz bratem Alana Soñory, również piłkarzy.